# チュ・ソギャン
チュ・ソギャン（秋 夕陽、朝鮮語: 추석양、1923年6月12日 - 2000年5月22日）は、大韓民国の俳優。本名は李 鐘澈（イ・ジョンチョル、이종철）。
号は秋夕暘（チュソギャン、추석양）。暘を陽と変えた、芸名の由来にもなっている。

## 学歴
- 京城 永昌高等商業学校 卒業

## 生涯
精米所と米穀を扱う商店で3年間働いていた。1945年に『劇団青春劇場』で演劇俳優として登場し、1950年に映画『ノルブとフンブ』で映画俳優として登場した。
そのほか、1973年には東洋放送のテレビドラマ『北間島』に出演した。引退までに約220編あまりの映画に出演し、そのほか80編あまりのさまざまな作品にも出演している。74歳で死去した。